# Phenes raptor
Phenes raptor ist eine Art der Großlibellen aus Südamerika. Es ist die einzige Art der (damit monotypischen) Gattung Phenes und der einzige Vertreter der kleinen, reliktischen Familie Petaluridae in Südamerika.

## Merkmale

### Imagines
Die Art erreicht eine Körperlänge von 55 bis 88 Millimeter. Der Pterothorax ist hellbraun bis grau gelblich gefärbt mit je einem kleinen, dunklen Fleck am oberen Ende der seitlichen (lateralen) Nähte. Der Hinterleib (Abdomen) ist hellbraun bis grau mit unregelmäßigen dunkleren Bändern in den vorderen Hälften der Segmente. Die Flügel sind klar (hyalin) ohne Fleckung oder Bänderung mit einem sehr schmalen, langgestreckten Pterostigma. Der Kopf trägt am Hinterhaupt zwei kleine hornartige, nach hinten vorspringende Auswüchse, beim Weibchen zusätzlich zwischen diesen einen dorsalen Tuberkel. Das Mesepimeron (der mittlere seitliche Rumpfabschnitt) trägt unten einen deutlichen Dorn, das Mesepisternum ist grob gekörnt. Die Genitalanhänge am Hinterleib der Männchen besitzen ein hakenförmiges, nach unten vorstehendes Epiprokt, die Cerci sind kürzer und in einem Winkel von 90 Grad hakenförmig nach unten gebogen.

### Larven
Die Larven erreichen eine Länge bis 46 Millimeter. Sie besitzen eine Fangmaske mit flachem, nicht maskenförmig ausgehöhltem Prämentum. Das Labium ist recht kurz, etwa so breit wie lang, die Labialpalpen besitzen einen geraden Innenrand. Die Antennen sind relativ schmal, auffallend kurz und bestehen aus sieben Segmenten. Über den seitlichen Ocelli sitzt ein halbkreisförmiger, von dichter Behaarung bedeckter Auswuchs, weitere behaarte Tuberkel sitzen am Occiput. Die Schienen der Beine tragen innen einen hakenförmigen Vorsprung, der zum Graben eingesetzt wird sowie vier starke Enddornen. Auf den Hinterleibssegmenten sitzen seitlich vier Paare langer, abstehender Haarbüschel, beim lebenden Tier halten diese Sediment und Detritus fest und maskieren so das Tier. Die Analpyramide am Hinterleibsende ist nach oben gerichtet.

## Ökologie und Lebensweise
Die Biologie der Art ist unzureichend erforscht. Imagines fliegen über Bächen in Wäldern der Gebirgszone, oft in tief eingeschnittenen Schluchten, oder auf Waldlichtungen. Die Larven leben, ungewöhnlich für Libellenlarven, terrestrisch. Sie besiedeln Sümpfe, aber auch die Streuschicht bodennasser Wälder.

## Phylogenie und Systematik
Die reliktische, morphologisch ursprüngliche Familie Petaluridae zeigt ein disjunktes Verbreitungsgebiet in Nord- und Südamerika, Japan, und der pazifischen Region. Phenes raptor ist nach phylogenomischen Analysen (Vergleich homologer DNA-Sequenzen) am nächsten verwandt mit den anderen südhemisphärischen Gattungen, die als Unterfamilie Petalurinae abgegrenzt werden können. Für eine eigenständige Unterfamilie Pheninae, die aufgrund morphologischer Merkmale vorgeschlagen worden war, gibt es demnach keine Bestätigung.
Nachdem Gerhard Jurzitza 1989 eine zweite Unterart aus Chile beschrieben hat, werden zwei Unterarten unterschieden:
- Phenes raptor raptor Rambur, 1842
- Phenes raptor centralis Jurzitza, 1989

## Verbreitung
Die Art lebt in Zentral- und Südchile, mit wenigen Vorkommen im angrenzenden, westlichsten Argentinien (Provinz Neuquén).

## Gefährdung
Phenes raptor gilt als ungefährdet (IUCN-Kategorie: least concern)